# کیاما، نیو ساوت ولز
کیاما (به انگلیسی: Kiama) یک شهرک در استرالیا است که در Municipality of Kiama واقع شده‌است.